# Rodolfo Mercado
Rodolfo Mercado Briones es un mago mexicano originario de la ciudad de Toluca Estado de México, más conocido como El Maguito Rody del exitoso programa de los 80 Chiquilladas, donde participó junto a Ginny Hoffman, Pierre Angelo, Lucerito, Alejandro Escajadillo y Carlitos Espejel, entre otros.
A Rody lo envolvió el mundo de la Magia cuando tenía 3 años de edad, cuando fue a una fiesta y vio actuar a su tío el mago Dim  en la ciudad de Toluca Estado de México.
En 1978 hace su primera aparición en el kínder, después inició su interés por salir en T.V. Su primera actuación ante las cámaras fue en un programa llamado Duende Tan Tontín, producido por Eduardo Armendia, convirtiéndose en el primer mago niño en México y el mundo. 
Es invitado a formar parte del elenco de un programa piloto infantil llamado Alegría de medio día producido por Humberto Navarro y con la dirección de Cesar González “El Pollo”, obteniendo fama ante los telespectadores y posteriormente siendo cambiado su nombre a Chiquilladas. También apareció como invitado en programas ochenteros como Siempre en Domingo, El Show del Loco Valdez, Buenas Noches, 24 Horas y Hoy Mismo, entre otros.
El origen de las palabras mágicas del Mago Rody se debe a que no quería utilizar palabras mágicas que todos los magos ya utilizaban ejemplo Abrakadabra Hocus pocus, etc  por tal motivo el realizó sus propias palabras mágicas  "Chin Pum Pan Tortillas Papas" son un juego de palabras: "Chin" se debe a una falla común ¡chin se me olvidó! "Pum" por las caricaturas y balazos en series de TV; "Pan, Tortillas, Papas", es lo que más comía el mago Rody cuando era niño.

Las giras con el show de Chiquilladas recorrió toda la república mexicana en diversos Teatros y Plazas con diversos artistas del festival  Juguemos a Cantar como: Lorenzo Antonio, Juanito Farias, Lolita Cortez, etc. así como el extranjero presentándose en dos ocasiones en Panamá en el centro de Convenciones Atlapa., Santo Domingo y U.S.A. en los Ángeles california en Disneyland con Cepillin como artista invitado y New York en el Madison Square Garden con La Chilindrina como artista invitado.
Conforme fueron pasando los años, algunos de estos pequeños actores comenzaron a salirse del programa Chiquilladas para seguir sus estudios. Pocos son los que siguen en el espectáculo: el mago Rody fue el único que continuó con el papel que interpretaba en Chiquilladas y sigue trabajando en shows privados para eventos infantiles, ahora con su amigo Mapy el Mapache, y en tv con su rutina de magia y las famosas palabras mágicas que son su sello. 
Rody en el año 2019 cumple 40 años de trayectoria artística.
La trayectoria del Mago Rody se puede apreciar en su Facebook y en su canal de YouTube. 
Rody se dedica a eventos infantiles ya sea particulares, empresas o escuelas con 3 diversos shows.   Informes en México al Cel. o whats app 722 493 45 35. 
Aparte de Mago es Abogado Laborista, licenciado en Turismo en el cual disfruta el platicar en Inglés y Japonés. y maestro en la Asociación de japonés del Estado de México en Metepec.

## Trayectoria

### Programas de Televisión
- Hoy 2019 reportaje Chiquilladas  con Luis Magaña 2019 Televisa junto a Usi Velasco.
- Entre Risas 2019 TV Azteca   con Huarachin y Huarachon Alex del Castillo, Pelón Solares, Pepe Pelos, y con los gagos Ari Sandy y Frank.
- Venga la alegría 2018 Ingrid Coronado  y Penelope Menchaca TV Azteca
- Pásele yo invito 2018 con el Coque Muñiz, Huarachin y Huarachon TV Azteca
- Mojoe 2014 con Yolanda Andrade y Montserrat Oliver Unicable alternando con el Mago Frank, Dana Paola y Ginny Hoffman.
- Incognito 2012 con Facundo Televisa
- Sexos en Guerra  con Ingrid Coronado y Fernando del Solar 2008 TV Azteca
- Hazme reír 2009 Televisa alternando con Carlitos Espejel, Angelica Vale, Claudio Herrera.
- Poker de Reinas 2009 TV Azteca Luz Blanchet, Bety Monroe y Maggie Hegyi
- Con sello de mujer 2010 TV Azteca con Luz  Maggie Hegyi, y Diego Schuening (Timbiriche)
- El circo de los Chicharrines  2009 Televisa Monterrey
- La Hora G Multimedios Monterrey  2008 con Laura G
- Muévete (2010) Televisa Con Maribel Guardia y el Reporñero.
- TV de noche (2011 a 2012)  con el Coque Muñiz Televisa como Juez en concurso de magos alternando con Shanik Berman, Ari Sandy, Mago Kadima, Joaquin Kotkin, Juan Carlos Rodarte, etc.
- Es de noche y ya llegué  con Rene Franco (2009) Unicable alternando con Joaquin Kotkin mago de la media barba
- Click club TV Mexiquense 2005 a 2006 cápsula Mágica con los magos Jais Mar y Jorge Luna.
- Cafeteando Tv Mexiquense 2006
- Hoy con Adela Micha 2002 Televisa
- Vamos a jugar jugando 1986 con Payaso Lagrimita
- Super Vacaciones canal 5  con Tío Gamboin, Kolitas, Ari sandy y Gato GC, Rogelio Moreno, etc 1985, 1986. Televisa
- 24 Horas  con Jacobo Zabludovzky y Lolita Ayala 1983, 1984, 1985 televisa
- Buenas Noches con Talina Fernández y Enrique Guzmán 1983 Televisa
- Siempre en domingo con Raul Velasco 1981 a 1985 Televisa con cápsulas infantiles.
- Hoy Mismo con Guillermo Ochoa, Lourdes Guerrero, Maria Llamas y Juan Dosal (1983, 1984 y 1985) Televisa
- La Hora del Loco con El Loco Valdez (1983) televisa programa mágico con  Chen Kai, Beto el Boticario, Mago Dino, Victor Iturbe el Pirulí y Mauricio Garces
- Chiquilladas (1981 a 1986) televisa con artistas invitados como: Parchís, Burbujas, Cepillin, Lorenzo Antonio, Lobo Fidencio, etc.
- Alegría de mediodía (1980 a 1981) Televisa con artistas invitados como; Mago Frank, Pilar Montenegro, Huarachin y Huarachon, Mini tenis Company.
- Duende tan ton tin 1979 Televisa